# پل گرس
پل گرس (فرانسوی: Paul Guers‎؛ ‏ ۱۹ دسامبر ۱۹۲۷ – ۲۷ نوامبر ۲۰۱۶) بازیگر اهل فرانسه بود. او در هفتاد فیلم نقش داشت.
از فیلم‌ها یا برنامه‌های تلویزیونی که وی در آن نقش داشته‌است، می‌توان به بی‌غیرت ارجمند، دوشیزگان ویلکو، خلیج فرشتگان، داستان ما، داستان دو شهر و بلاندی اشاره کرد.